# Estació d'Alberic
L'estació d'Alberic és una estació de ferrocarril propietat dels Ferrocarrils de la Generalitat Valenciana (FGV) i gestionada per Metrovalència al municipi d'Alberic, a la Ribera Alta, País Valencià. L'estació pertany a la línia 1 i a la zona tarifària D. L'adreça oficial de l'estació és l'avinguda de la Glorieta sense número.

## Història
Com indica a una placa commemorativa, l'estació original amb el mateix edifici va ser inaugurada l'1 de novembre de 1895 per la Societat Valenciana de Tramvies (SVT), creadora del mític trenet de València i que més tard seria la Companyia de Tramvies i Ferrocarrils de València (CTFV) i Ferrocarrils Espanyols de Via Estreta, qui el 1986 entregà tota la xarxa viària de via estreta del trenet a la recentment creada Ferrocarrils de la Generalitat Valenciana.
Amb l'actual gestió de FGV, l'estació va començar a funcionar a la nova línia 1 el 8 d'octubre de 1988. La línia 1 creada per FGV suposa la unió de les antigues línies del trenet al nord (Pont de Fusta a Bétera i Llíria) i la sud (València-Jesús a Castelló de la Ribera), seccció a la qual pertany l'estació d'Alberic.

## Distribució
L'estació consisteix en un edifici de dues plantes on es troben les màquines i les finestretes d'atenció al públi i per a comprar els bitllets. Travessant per dins de l'edifici es troba l'accés a les andanes, que es troben a l'aire lliure. A les andanes hi han unes marquesines metal·liques i uns bancs per als passatgers.
L'estació disposa de tres vies, dues d'elles destinades al trànsit de trens per al servici de passatgers de la línia i la via restant com a via morta o apartada. L'andana est s'utilitza per als trens que circulen en direcció nord i l'andana oest per als trens que ciruclen cap al sud de la línia. Per tal de travessar les andanes est a l'oest cal passar per un pas a nivell.

## Ruta
| Procedència/Destinació | <          | Línia | >        | Procedència/Destinació |
| ---------------------- | ---------- | ----- | -------- | ---------------------- |
| Bétera                 | Massalavés |       | Castelló | Castelló               |

## Galeria

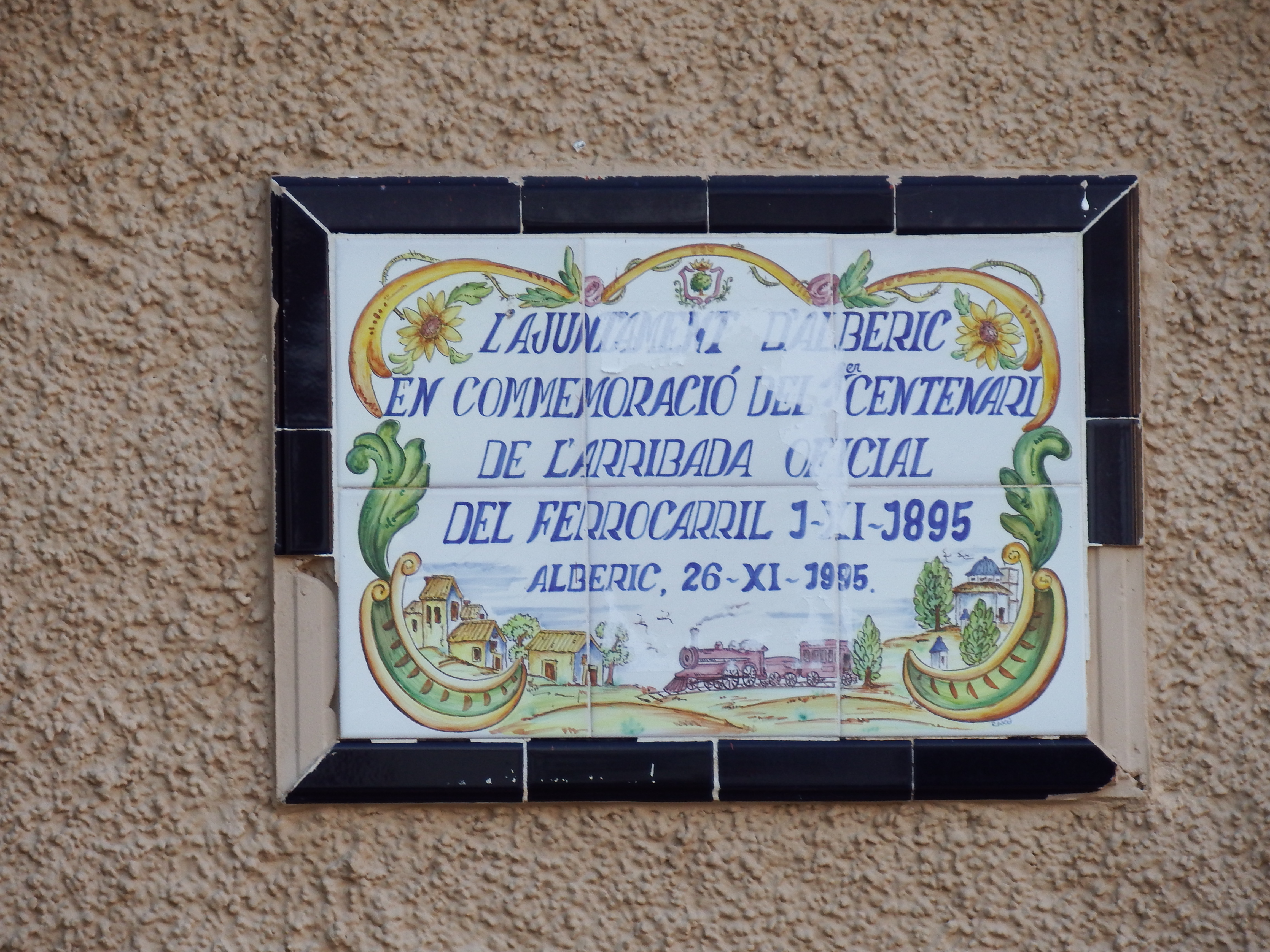
Rajola commemorativa
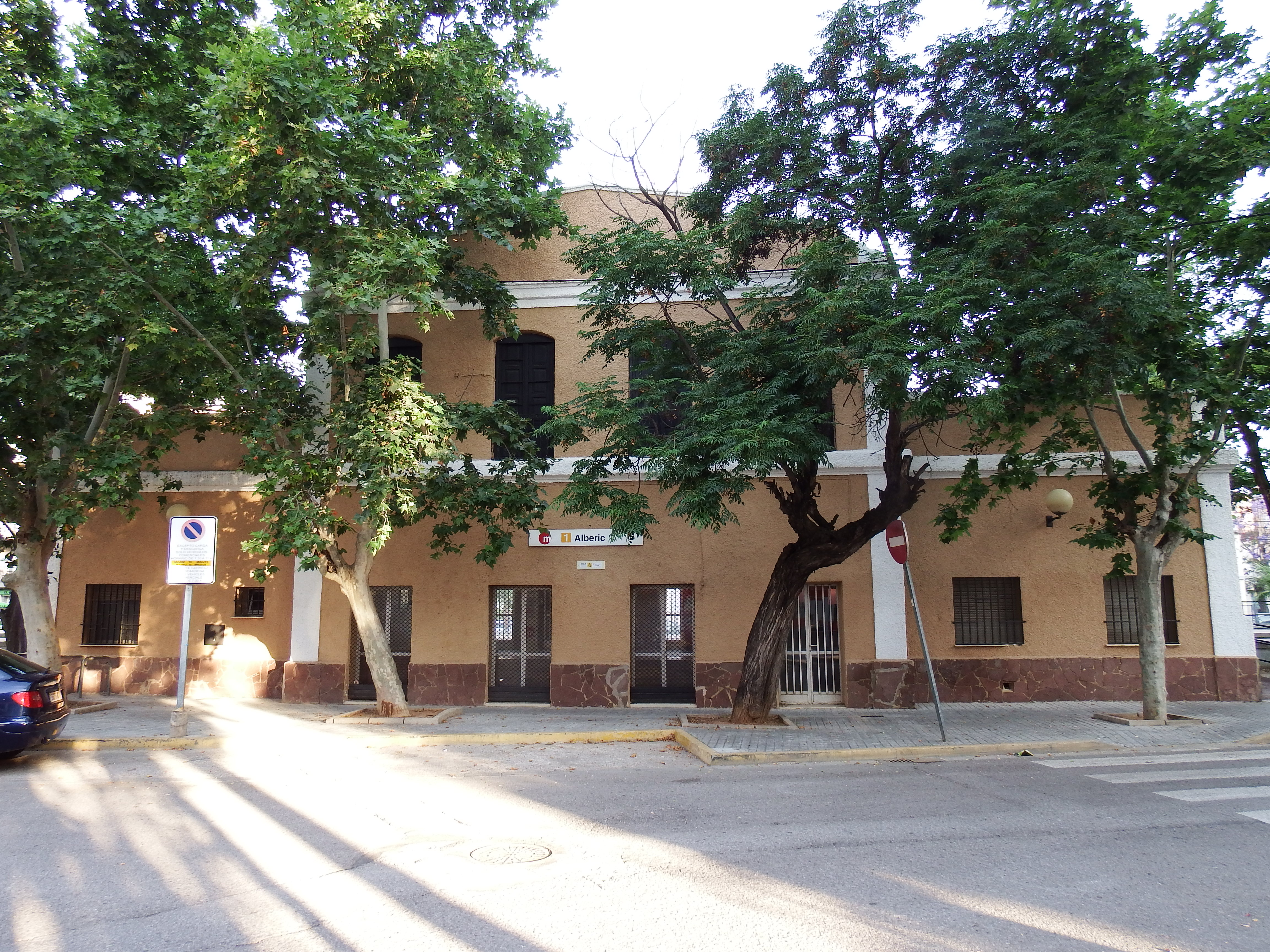
Façana exterior
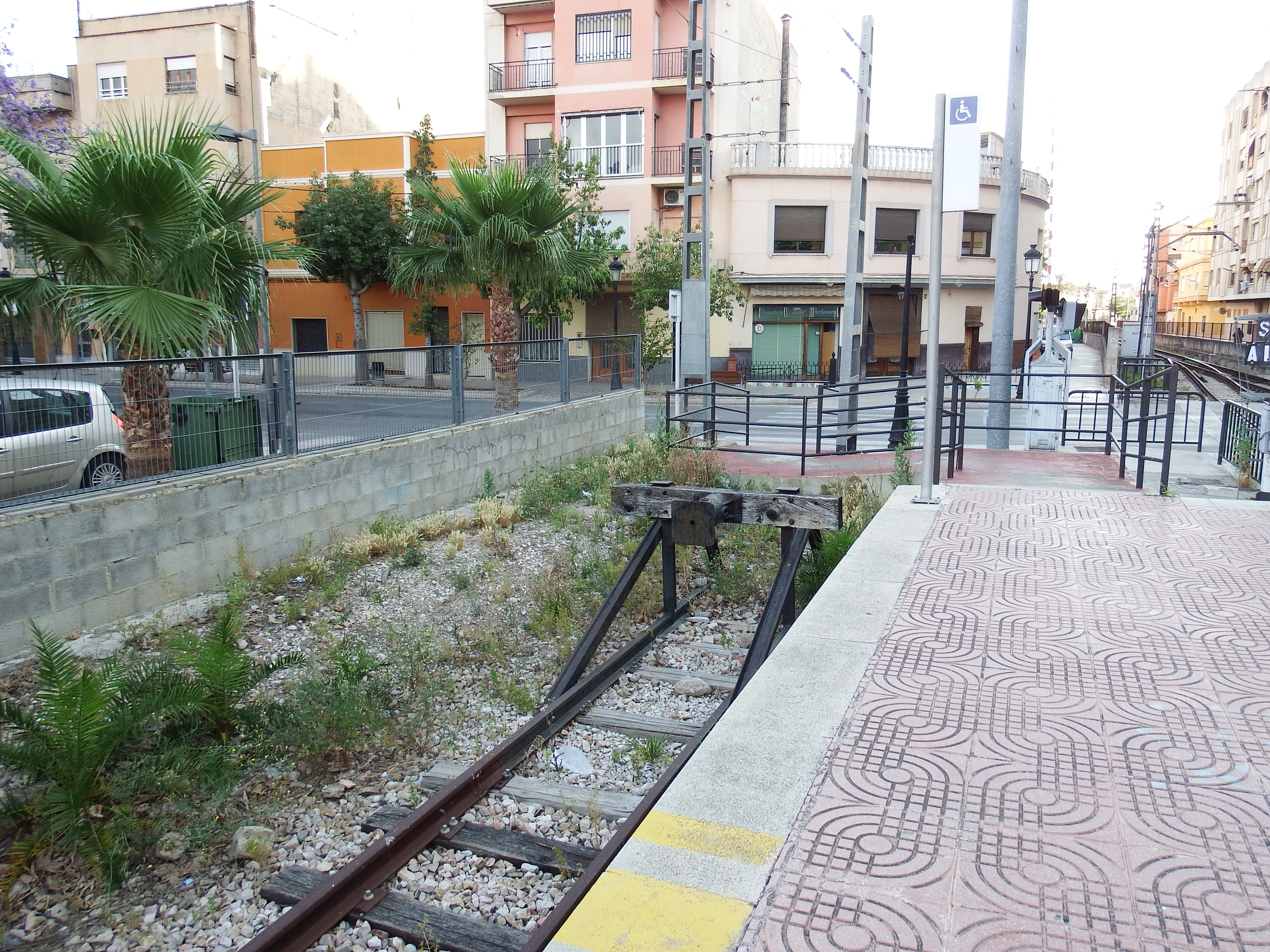
Via morta
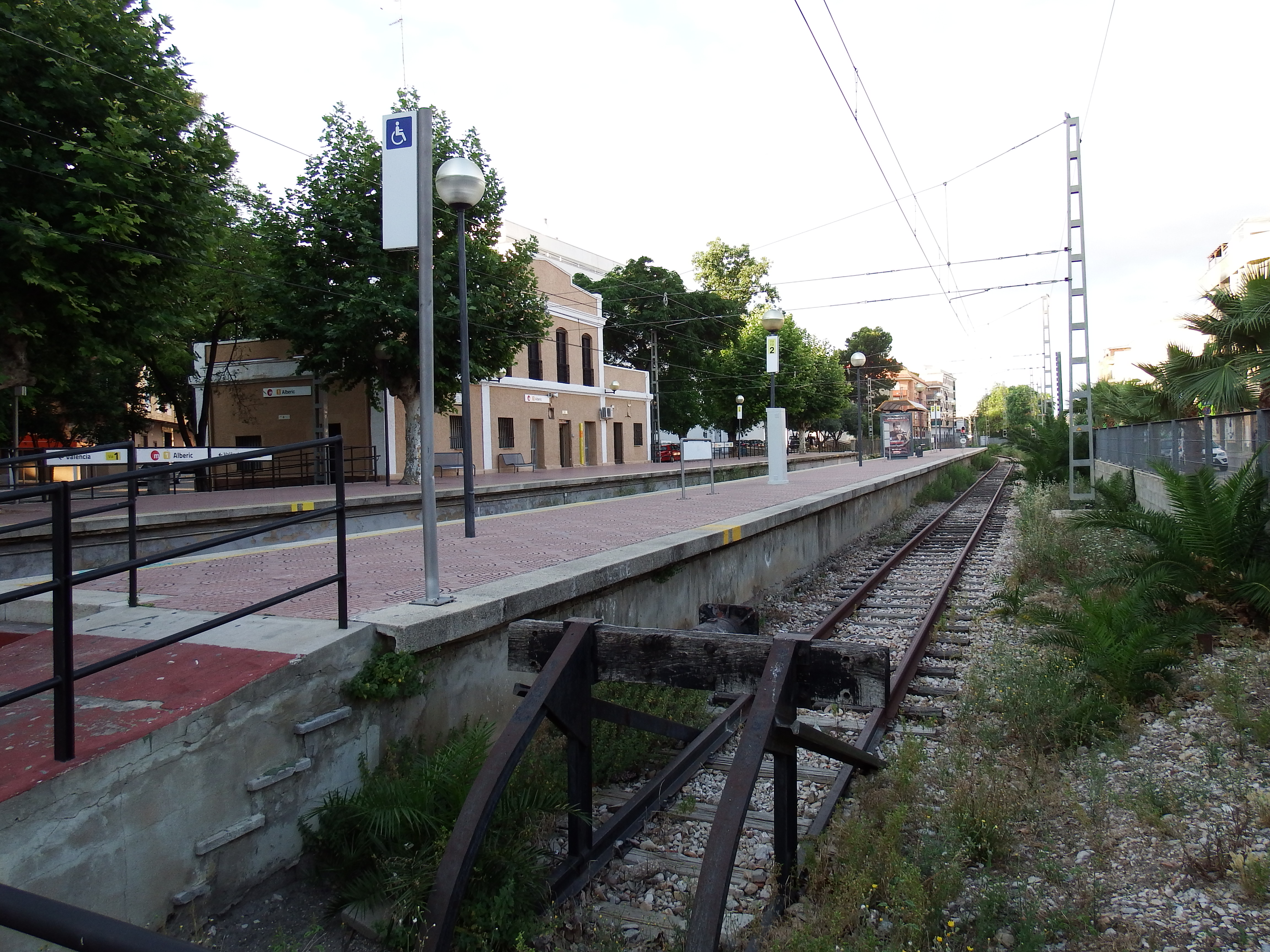
Panoràmica d'andanes